# Merionoeda curtipennis
Merionoeda curtipennis är en skalbaggsart som först beskrevs av Maurice Pic 1922.  Merionoeda curtipennis ingår i släktet Merionoeda och familjen långhorningar. Inga underarter finns listade i Catalogue of Life.